# The Neon Demon
The Neon Demon (también conocida como El demonio neón, en Hispanoamérica) es una película estadounidense-francesa-danesa de suspenso psicológico de 2016, dirigida por Nicolas Winding Refn, coescrita por Mary Leyes y Refn y, protagonizada por Elle Fanning, Karl Glusman, Jena Malone, Bella Heathcote, Abbey Lee, Desmond Harrington, Christina Hendricks y Keanu Reeves.[cita requerida]
En abril de 2016, se anunció que iba a competir por la Palma de Oro en el Festival de Cannes 2016, y fue la tercera película consecutiva dirigida por Refn que compitió por la Palma de Oro, tras Drive y Sólo Dios perdona. Fue aclamada en el Festival de Cine de Sitges, en octubre del 2016.[cita requerida]

## Sinopsis
Jesse (Elle Fanning), aspirante a modelo, se muda a Los Ángeles, donde es reclutada como musa de un magnate de la moda (Alessandro Nivola). Al entrar a la industria, se encuentra con que su vitalidad y juventud son devorados por un grupo de mujeres obsesionadas con la belleza, que se valdrán de cualquier medio para conseguir lo que tiene.

## Reparto
- Elle Fanning es Jesse.

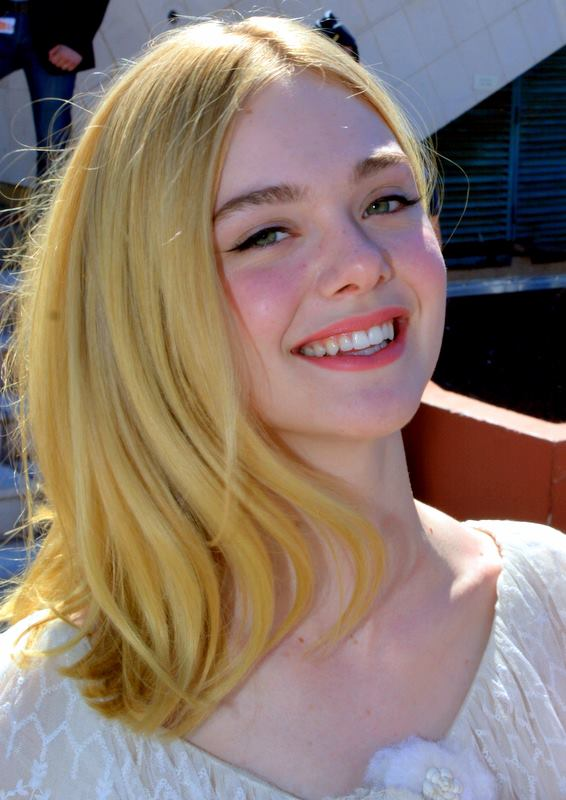
Elle Fanning, en el estreno de la película en el Festival de Cine de Cannes del 2016.

- Alessandro Nivola como el diseñador de moda.
- Keanu Reeves como Hank.
- Christina Hendricks como Jan.
- Abbey Lee Kershaw es Sarah.
- Jena Malone como Ruby.
- Bella Heathcote como Gigi.
- Desmond Harrington como Jack.
- Charles Baker como Mikey.
- Karl Glusman como Dean.
- Jamie Clayton como la directora de contratación.

## Producción
El 3 de noviembre de 2014, Nicolas Winding Refn y la productora Space Rocket Nation junto a sus coproductores Gaumont Film Company y Wild Bunch anunciaron que la próxima película de Refn se titularía The Neon Demon, y se filmaría en Los Ángeles (California, Estados Unidos) a principios de 2015. El 6 de enero de 2015, Elle Fanning se unió a la película para interpretar a una aspirante a modelo, atrapada en el mundo de la belleza y la desesperación. El 29 de enero, Abbey Lee Kershaw entró en el elenco para interpretar el papel de Sarah.  El 5 de febrero, se añadió más elenco a la película, incluyendo a Keanu Reeves, Christina Hendricks, Jena Malone y Bella Heathcote. El 17 de marzo de 2015, Karl Glusman se sumó al elenco de la película. Desmond Harrington también se unió al elenco, el 30 de marzo de 2015. El rodaje principal de la película comenzó en Los Ángeles el 30 de marzo de 2015.

### Banda sonora
El compositor Cliff Martínez, quien ya había colaborado con Refn en Drive, indica que las películas tienen estilos similares, musicalmente hablando, señalando que para The Neon Demon  buscaba una «puntuación electrónica escasa». Declaró en una entrevista que la primera mitad de la película se asemeja a un melodrama como El valle de los placeres, y la segunda mitad es como The Texas Chain Saw Massacre. La banda sonora de la película se estrenó el 24 de junio de 2016, físicamente y a través de descarga digital, antes de ser lanzada en vinilo el 8 de julio de 2016, por Milan Records. Sia compuso una canción original para la película titulada «Waving Goodbye».  El 24 de mayo de 2016, Cliff Martínez fue reconocido en los premios Cannes Soundtrack 2016 como el mejor compositor del festival de cine de Cannes por su banda sonora para The Neon Demon.